# Микрогранулы
Микрогра́нулы — это мелкие твёрдые частицы синтетических полимеров размером от 0,1 мкм до 5 мм, относящиеся к категории первичного микропластика. Обычно они имеют сферическую форму. Производители создают микрогранулы из таких пластмасс, как полиэтилен, полипропилен, полистирол, полиэтилентерефталат и полилактид. Эти частицы широко применяют в косметической продукции, включая отшелушивающие скрабы, гели для душа, зубные пасты и чистящие средства.
После использования микрогранулы попадают в сточные воды. Из-за их малого размера большинство очистных сооружений не способны эффективно улавливать такие частицы, в результате чего микропластик поступает в природную среду — в реки, моря, океаны и почву. Микрогранулы представляют экологическую угрозу: водные организмы могут принять их за пищу, что приводит к физическим и химическим повреждениям экосистем и потенциально влияет на пищевые цепи, включая человека.
В ответ на накапливающиеся научные данные о вреде микрогранул для окружающей среды и здоровья, с середины 2010-х годов многие страны начали разрабатывать и внедрять меры по ограничению их использования. Это привело к появлению национальных и международных законодательных инициатив, направленных на регулирование или полный запрет продукции с микропластиком. К 2025 году законодательные запреты на производство, импорт и/или продажу косметических средств с микрогранулами ввели, в частности, США, Канада, Великобритания, Франция, Швеция, Южная Корея, Новая Зеландия, Италия, Ирландия, Китай и ряд других стран. Некоторые страны, такие как Германия, Нидерланды, Австралия и Япония, ввели ограничительные меры или добровольные соглашения с производителями.

## Изобретение

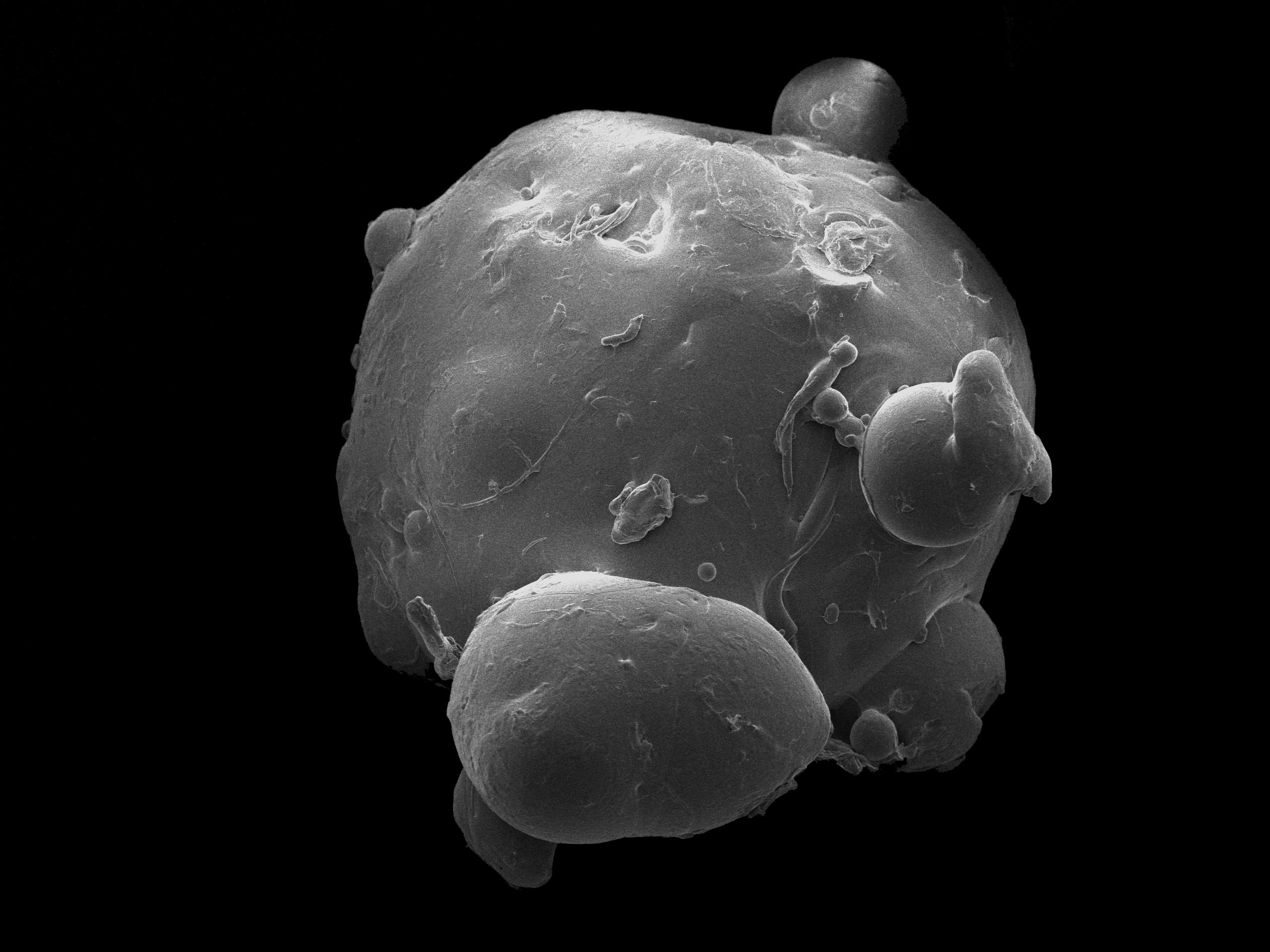
Фотография пластиковой микрогранулы, полученная с помощью электронного микроскопа, 2016 год

Первые патенты на синтетические микрогранулы из полистирола были зарегистрированы в конце 1960‑х — начале 1970‑х годов. Существенный технологический прорыв произошёл в 1977 году, когда норвежский химик Джон Угельстад разработал уникальный метод контролируемой полимеризации. Угельстаду удалось добиться формирования полимерных шариков одинакового размера — от нескольких до десятков микрометров. Его открытие позволило перейти от экспериментального производства к промышленному выпуску микрогранул, широко применяемых в медицине, косметике и других сферах.
К 1990‑м годам производство микрогранул приобрело массовый характер. Благодаря гладкой поверхности, однородным размерам и стабильной плотности, такие частицы не разлагаются в составе конечной продукции и могут использоваться в качестве наполнителей. Широкое распространение технологии также обусловлено сравнительно низкой себестоимостью полимерного сырья, что сделало её экономически более выгодной по сравнению с использованием ряда природных компонентов.

## Размер
Единого стандарта размера микрогранул не существует: различные источники и юрисдикции устанавливают разные пороговые значения. Размер может варьироваться от 0,1 мкм до 5 мм. Чаще всего микрогранулами называют пластиковые частицы размером менее одного миллиметра по наибольшей измеряемой оси на момент их производства.
В США Управление по санитарному надзору за качеством пищевых продуктов и медикаментов определяет микрогранулы как любые твёрдые пластиковые частицы размером 5 мм или менее, предназначенные для отшелушивания или очищения кожи. В Великобритании микрогранулами считаются любые нерастворимые в воде твёрдые пластиковые частицы размером 5 мм или менее по любому из измерений. В Канаде под микрогранулами понимаются частицы диаметром от 0,5 до 2 мм. Изначально предлагалось определение в диапазоне от 0,1 до 5 мм, однако оно было пересмотрено после того, как выяснилось, что под запрет попадают и многие сырьевые материалы, используемые для производства пластиковых бутылок.

## Функциональность
Микрогранулы изготавливаются из различных материалов в зависимости от требуемых свойств. Наиболее часто используют полиэтилен (около 93 % от общего объёма), а также полиметилметакрилат, политетрафторэтилен, полипропилен, полиамид (нейлон) и полиэтилентерефталат. Синтез осуществляется в водной среде с применением стандартных методов полимеризации.
Полученные микрогранулы представляют собой плотно сшитые полимерные цепи (например, на основе акрилатов или полистирола). Благодаря этому они химически нерастворимы и обладают высокой инертностью. Монодисперсное распределение по размеру и идеально сферическая форма обеспечивают стабильные технологические характеристики. В частности, равномерность размеров позволяет точно регулировать абразивность, вязкость и другие свойства конечных смесей.
Благодаря большой удельной поверхности микрогранулы эффективно сорбируют гидрофобные соединения и характеризуются низкой температурой плавления. Конкретные функциональные свойства зависят от используемого полимера. Плавучесть и плотность микрогранул определяются типом полимерной основы: полиолефины, как правило, обладают положительной плавучестью, тогда как полиэтилентерефталат, поливинилхлорид и полистирол — отрицательной.
Микрогранулы из полиэтилена применяются в качестве абразивных добавок и плёнкообразующих компонентов. В составе декоративных покрытий они образуют устойчивую плёнкообразующую матрицу. Микрогранулы из других полимеров придают материалу специфические свойства: частицы из политетрафторэтилена улучшают скольжение и смягчают текстуру, а акриловые — регулируют вязкость.

## Использование
Чаще всего микрогранулы использовали в производстве косметики и средствах личной гигиены в качестве мягкого эксфолианта в средствах для лица, гелях для душа, зубных пастах в качестве альтернативы натуральным отшелушивающим продуктам, таким как скорлупа орехов или молотый овёс. Микрогранулы в составе средств для лица позволяли регулировать вязкость продуктов, создавать эффект «оптического размывания» морщин, функционировали в качестве скрабов. Натуральные продукты были более дорогими и менее удобными в хранении и транспортировке. Микрогранулы были дешевле в производстве и менее подвержены разрушению, что делало их привлекательной заменой.
Микрогранулы также активно использовали и в медицине. При намагничивании микрогранулы способны притягиваться к поверхности определённых типов клеток или к бактериям. Микрогранулы начали применять при лечении онкологических заболеваний и в исследованиях ВИЧ. Помимо этого, микрогранулы входят в состав тестов на беременность — специально обработанные и окрашенные фрагменты реагируют на уровень ХГЧ в моче, образуя характе́рную синюю линию на тесте.

## Влияние на окружающую среду
Микрогранулы относятся к первичному микропластику — изначально производимому пластику микроскопических размеров. Из-за своего малого размера гранулы легко попадают в окружающую среду и способствуют пластиковому загрязнению, особенно водной среды, — поскольку очистные сооружения не способны отфильтровать настолько мелкие частицы. Так, только за одно применение геля для душа с микрогранулами в канализацию может попасть до 94 500 пластиковых фрагментов. Дальнейшее поведение микрогранул в водной среде зависит от их физико-химических свойств. Частицы либо взаимодействуют с химическими веществами в толще воды (например, сорбируют естественные органические вещества), либо оседают на дно. Также микрогранулы попадают в окружающую среду через канализационный ил, который часто используется в качестве удобрения на сельскохозяйственных угодьях. Таким образом, микрочастицы попадают на почву, а затем переносятся в грунтовые или поверхностные воды во время дождя. Микрочастицы также могут попадать в озёра во время перелива общесплавной канализации, который обычно происходит в периоды сильных дождей или таяния снега, в результате чего неочищенные или частично очищенные сточные воды попадают в местные водоёмы.
Микрогранулы составляют лишь небольшую долю от общего объёма микропластикового загрязнения. Микропластик из косметических средств и бытовой химии составляет порядка 0,1-1,5 % от общей массы микропластика, поступающего в океаны. Самые высокие моделируемые оценки дают не более ~3 % вклада микрогранул в загрязнение микропластиком мирового океана. Исследование 2020 года оценило, что около 12 тысяч тонн микропластика из персональных косметических товаров ежегодно попадает в окружающую среду. Это эквивалентно примерно 0,8 % от глобальных выбросов первичного микропластика, которые составляют около ~1,5 млн тонн в год. В Китае расчётный сброс микрогранул из косметики составлял порядка 307 тонн в год, а в Макао использование средств с микрогранулами приводило к поступлению до 2 трлн частиц в год в сточные воды, из которых около ≈0,06 тонны просачивались в окружающую среду даже после очистки воды. В прибрежных водах Гонконга микрогранулы были найдены в 60 % проанализированных проб поверхностной воды, составив 3,6 % от общего числа микропластиковых частиц. На 2019 год только в Великобритании ежегодно в косметических средствах использовалось около 680 тонн микрогранул. Микрочастицы из средств личной гигиены составляют 93 % этого первичного загрязнения микропластиком.
Несмотря на незначительную долю в общем объёме пластикового мусора, микрогранулы могут оказывать на экосистемы воздействие, несопоставимое с их массой. В водной среде микрогранулы становятся частью пищевой цепи, поскольку многие морские обитатели принимают фрагменты пластика за еду. Водные организмы низших трофических уровней легко поглощают микрогранулы — они были обнаружены в пищеварительных трактах рыб, моллюсков и планктона, вызывая физическую закупорку и перенося на себе адсорбированные загрязнители, включая пестициды и тяжёлые металлы. По пищевой цепи они могут переходить в организмы высших хищников, включая человека. Согласно исследованию 2013 года, более 250 видов морских животных принимали микрогранулы за пищу, в том числе рыбы, черепахи и чайки. При попадании в организм микрогранулы не только лишают их необходимых питательных веществ, но и могут застревать в пищеварительном тракте и закупоривать жабры. Микрогранулы становятся неотъемлемой частью рациона мальков и коралловых полипов, предпочитающих микрогранулы зоопланктону.
Также микрогранулы могут переносить и содержать другие адсорбированные загрязняющие вещества, такие как стойкие органические загрязнители и тяжёлые металлы. При употреблении микрогранул вредные вещества попадают в организм биоты.

## Регулирование

### Западные страны
С 2010 по 2015 год резко возросло количество исследований, посвящённых микрогранулам и их влиянию на окружающую среду. В этот же период начало формироваться общественное движение учёных и активистов, призывающее запретить производство и продажу продукции, содержащей микропластик. Движение берёт начало в 2009 году, когда исследователи Анна Камминс и Маркус Эриксен основали некоммерческую организацию 5 Gyres Institute («Институт пяти водоворотов»). Впоследствии 5 Gyres Institute возглавил кампанию за запрет микрогранул: его исследовательская команда занималась анализом микропластикового загрязнения Мирового океана и Великих озёр, а также лоббировала принятие закона Microbead-Free Waters Act («Закон о водах, свободных от микрогранул, 2015 года») при администрации президента Обамы.
Большую роль в привлечении внимания к проблеме загрязнения окружающей среды микрогранулами сыграл нидерландский фонд «Пластиковый суп». В 2012 году фонд запустил кампанию «Победи микрогранулу» (англ. Beat the Microbead), объединившую некоммерческие организации, выступающие за запрет использования микрогранул в товарах массового потребления. Результатом акции стало согласие многих крупных корпораций, таких как Unilever, Johnson & Johnson, L’Oréal, The Body Shop, Estée Lauder и Procter & Gamble, прекратить использование микрогранул в своей продукции. В рамках кампании также было разработано мобильное приложение, позволяющее по штрихкоду определять наличие микропластика в товарах. По состоянию на 2018 год к инициативе присоединились 93 НКО из 38 стран и регионов. На национальном уровне значительный вклад внесли региональные отделения «Гринпис».
В 2014 году Иллинойс стал первым штатом в США, запретившим производство и продажу пластиковых микрогранул. К 2015 году к нему присоединились штаты Колорадо, Коннектикут, Индиана, Мэн, Мэриленд, Нью-Джерси и Висконсин, установившие предельные сроки, к которым они обязались полностью запретить или ограничить производство и продажу средств личной гигиены, содержащих микрогранулы. Однако законодательные акты отличались от штата к штату: например, Мэриленд разрешал производство биоразлагаемых микрогранул, тогда как Коннектикут запретил производство и продажу всех смываемых средств личной гигиены с их содержанием. В 2015 году правительство США приняло закон Microbead-Free Waters Act («Закон о водах, свободных от микрогранул»), который впоследствии стал федеральным нормативным актом. Согласно этому закону, с 2017 года в США запрещены производство и продажа продукции, содержащей микрогранулы в составе эксфолиантов и очищающих средств.
В 2014 году исследователи Министерства окружающей среды и изменения климата провинции Онтарио взяли пробы в озёрах Эри и Онтарио. Анализ показал, что микрогранулы составляли 14 % от общего объёма пластикового мусора в этих водоёмах. В ответ на результаты исследования правительство Канады начало сотрудничать с местными НКО и промышленными организациями над проектом по исключению микрогранул из средств личной гигиены и косметики. В 2016 году федеральное правительство включило микрогранулы в список токсичных веществ и объявило о запрете на продажу, импорт и производство средств личной гигиены и продукции, содержащей микрогранулы в качестве отшелушивающих или очищающих частиц, начиная с 1 июля 2018 года.
После запрета на использование микрогранул в США и Канаде другие страны также начали принимать аналогичные меры. В 2017 году эксперты Программы ООН по окружающей среде призвали правительства ужесточить требования к промышленной продукции, в том числе ввести ограничения или запрет на производство товаров, в составе которых есть микрогранулы. В 2018—2020 годах Финляндия, Франция, Исландия, Ирландия, Люксембург, Новая Зеландия, Норвегия, Швеция и Великобритания ввели аналогичные запреты на производство и продажу подобной продукции.
В январе 2019 года Европейское агентство по химикатам (ECHA) представило проект ограничений на преднамеренно добавляемые микропластики в потребительских и промышленных товарах — в том числе микрогранулы в составе косметики, моющих средств, удобрений и красящих материалов. Этот процесс завершился принятием Регламента (ЕС) 2023/2055 от 27 сентября 2023 года, который устанавливает поэтапный запрет на продажу несвязанных микрогранул и блёсток, в том числе в отшелушивающей и чистящей косметике, в то время как ограничения на другие категории товаров — например, смываемую и несмываемую косметику, освежители воздуха и декоративную продукцию — вводятся постепенно до 2035 года. Согласно оценке Еврокомиссии, эти меры позволят сократить выброс микропластика в окружающую среду как минимум на 30 % к 2030 году.

### Азиатско-Тихоокеанский регион
Крупнейший мировой рынок косметики, Китай, также ввёл строгие ограничения: с 1 января 2021 года в Китае запрещено производство ополаскиваемых косметических средств, содержащих пластиковые микрогранулы, а с 1 января 2023 года полностью запрещена их продажа. Таиланд с 2020 года законодательно запретил производство, импорт и продажу пластиковой продукции с микрогранулами. Южная Корея ввела запрет на микрогранулы в составе косметики ещё в 2017 году, а Тайвань — с 2018 года (с поэтапным прекращением импорта, производства и реализации). По состоянию на 2024 год в Индии производство микрогранул пока не запрещено и, по оценкам исследователей, их потребление будет расти вслед за расширением среднего класса и рынка производства косметических средств.

### Другие страны
Аргентина стала первой страной Латинской Америки, которая в 2022 году ввела полный запрет на импорт, производство и продажу косметики с микропластиковыми гранулами.
Австралия на федеральном уровне изначально избрала путь добровольного отказа: при поддержке правительства индустрия самостоятельно вывела микрогранулы из состава своей продукции.
Япония в июне 2018 года приняла первый закон, направленный на сокращение попадания микропластика в океан. Этот акт побуждает производителей отказываться от использования микропластика (включая микрогранулы) в товарах — особенно в косметике, моющих средствах и зубных пастах — и призывает местные власти усиливать просвещение населения по этой проблеме. Однако закон не содержит механизмов принудительного исполнения.

### Альтернативные решения
Тем не менее, большинство законодательных инициатив оказались ограниченными по охвату, так как касались исключительно «микрогранул» в смываемой косметике, оставляя вне регулирования другие формы и источники микропластика. Исследователи и экологи призывают расширить охват регулирования — включить все виды преднамеренно добавляемого микропластика, а не только сферические микрошарики, чтобы закрыть существующие лазейки в законодательстве. Такой подход подразумевает запрет любых твёрдых пластиковых частиц ≤5 мм, добавляемых в продукты, независимо от их функции.
Одновременно с запретами на пластиковые микрогранулы активно развиваются экологически безопасные альтернативы. Производители косметики и учёные ищут замену микропластику, способную сохранить эффективность очищающих средств без ущерба для окружающей среды. Одним из перспективных направлений стали биоразлагаемые микрогранулы. Повышенное внимание к экологичности косметической продукции и законодательные ограничения способствуют росту этого сегмента рынка. Согласно прогнозам, объём рынка биоразлагаемых микрогранул вырастет с $5,18 млрд в 2025 году до $11,33 млрд в 2035 году. В 2025 году стало известно, что учёные разработали новый тип биоразлагаемых микрошариков из поли(β-аминного эфира) — полимера, ранее применявшегося в медицине для доставки лекарств. Эти микрогранулы эффективно очищают кожу, а после использования распадаются на молекулы, подобные сахарам и аминокислотам. Средний размер частиц составляет 76 мкм, при этом более 94 % материала разлагается в течение двух часов при кипячении.

### Список запретивших микрогранулы стран
| Страна/Регион        | Дата вступления запрета в силу | Запрет |
| -------------------- | ------------------------------ | --- |
| Нидерланды           | конец 2016                     | В 2014 году Нидерланды стали первой страной, которая ввела запрет на использование микрогранул в составе косметических средств. |
| Республика Корея     | 1 июля 2017                    | Запрет на продажу косметических и личных средств (в первую очередь смываемую косметику) с пластиковыми микрогранулами диаметром до 5 мм. Производство и импорт таких товаров также ограничены либо полностью запрещены. Дополнительный запрет на использование в моющих средствах и зубных пастах с 2021. |
| США                  | 1 июля 2017                    | Запрет на федеральном уровне на производство смывающихся средств личной гигиены с использованием микрогранул. |
| Канада               | 1 января 2018                  | Федеральный запрет на производство, импорт и продажу туалетных средств, используемых для отшелушивания или очищения, которые содержат пластиковые микрогранулы. Также запрещены отпускаемые без рецепта лекарства и натуральные продукты для здоровья, содержащие микрогранулы размером меньше 5 мм. |
| Франция              | 1 января 2018                  | Введён запрет на продажу отшелушивающих или очищающих косметических средств, содержащих твёрдые частицы пластика. |
| Новая Зеландия       | 7 июня 2018                    | Запрет на производство и продажу продукции, содержащей микрогранулы. |
| Швеция               | 1 июля 2018                    | Запрет на производство и импорт смывающихся косметических продуктов, содержащие микрогранулы — зубные пасты, скрабы для тела, гели для душа, шампуни и кондиционеры для волос. С 1 января 2019 — запрет на продажу. |
| Китайская Республика | 1 июля 2018                    | Запрет на производство и импорт косметических средств личной гигиены, предназначенных для мытья тела, лица, волос, а также мыло и зубные пасты, если они содержат пластиковые микрогранулы. |
| Великобритания       | 1 октября 2018                 | Запрет на использование микрогранул в смывающихся средствах личной гигиены и косметики, предназначенных для очищения или отшелушивания тела, содержащие пластиковые микрогранулы (например, скрабы для лица и тела, гели, мыло, зубные пасты). |
| Италия               | 1 января 2020                  | Запрет на продажу биоразлагаемых и некомпостируемых ватных палочек, а также отшелушивающих и смывающихся косметических средств или моющих средств, включая косметические средства для эксфолиации или очищения тела (скрабы, пилинги, зубные пасты и пр.), а также абразивные очищающие средства для дома, автомобилей или промышленности.                                                                               |
| Таиланд              | 1 января 2020                  | Полный запрет на импорт, производство и продажу косметики с использованием микрогранул. |
| Ирландия             | 20 февраля 2020                | Запрет на производство или продажу косметики, средств личной гигиены, бытовых и промышленных чистящих средств, которые содержат микрогранулы. Согласно принятому закону, в стране также запрещён импорт или экспорт таких продуктов, а также смыв веществ с микрогранулами в канализацию, морскую или пресную воду. |
| Китай                | с 2020 по 2022                 | Во всей стране производство косметики с пластиковыми микрогранулами запрещено с 31 декабря 2020 года, импорт — с 31 декабря 2021 года, а продажа — с 31 декабря 2022 года согласно Национальному плану по ограничению одноразового пластика. |
| Аргентина            | декабрь 2022                   | В декабре 2020 принят закон о полном запрете к 2022 году микрогранул во всех косметических средствах и продуктах для гигиены зубов с добавленными пластиковыми микрогранулами. |
| Европейский союз     | с 17 октября 2023 года         | Полный общеевропейский запрет на преднамеренное добавление микропластиков (синтетических полимерных частиц размером менее 5 мм) в продукцию. С 17 октября 2023 года запрещены пластиковые микрогранулы (например, в скрабах и чистящих средствах) и сыпучий пластиковый глиттер. Остальные категории товаров (шампуни, декоративная косметика, удобрения и др.) подпадают под постепенные ограничения в 2027—2035 годах. |
| Австралия            | с 2021 по 2023                 | Региональные запреты (нет общефедерального закона; регулируется по штатам). Смываемые средства личной гигиены с микрогранулами запрещены в большинстве штатов: с 2021 года (Южная Австралия) по 2023 год (Квинсленд, Западная Австралия, Австралийская столичная территория). Добровольный отказ от микрогранул с 2018 года охватил ~99 % продукции.                                                                     |